# 花蓮縣私立四維高級中學
四維學校財團法人花蓮縣四維高級中學，簡稱四維高中，是一所綜合型高級中等學校，位於台灣花蓮縣花蓮市。

## 沿革

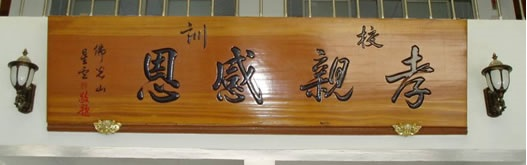
校訓牌匾

- 1962年，奉准立案，定名為花蓮私立四維初級中學。
- 1965年，增設高級部普通科，更名為花蓮私立四維中學。
- 1970年，初中部停辦。
- 1981年，正名為花蓮私立四維高級中學。
- 1999年，試辦綜合高中科。
- 2003年，教育部核准增設電子商務學程、電腦與通訊學程。
- 2004年，職業類科全面改制為綜合高中專門學程。
- 2007年，奉教育部核定為『全國優質高中』。
- 2011年，榮獲星雲大師教育信託基金遴選為『三好實踐學校』。
- 2013年，更名四維學校財團法人花蓮縣四維高級中學。

## 歷任校長
| 任職時間        | 姓名   |
| --------------- | ------ |
| 1962.08-1972.05 | 趙緘三 |
| 1973.05-2006.02 | 黃英吉 |
| 2006.02-2009.07 | 賴錦昌 |
| 2009.08-2013.05 | 陳建琮 |
| 2013.05-2016.08 | 廖偉辰 |
| 2016.08-迄今    | 蔡忠和 |

## 姊妹校
| 學校名稱                 | 日期        |
| ------------------------ | ----------- |
| 日本名城大学附属高等学校 | 2019年~至今 |

## 校規爭議
教育部5月20日公告修訂「學校訂定教師輔導與管教學生辦法注意事項」，其中針對服裝儀容部分，增列「且學校不得將學生服裝儀容規定作為處罰依據」，等同以後學校不得以服儀不整為由記過等處分。然而四維高中雖將服裝儀容含髮禁之校規移除，但實際執行方面卻仍然保留其規定，而現行之懲處由過去的記過改為現在的愛校服務。依據人本基金會所做調查，四維高中是東部地區唯一上榜之"六心級黑心學校"，乃指以，體罰、髮禁、違反服儀解禁政策、違法搜索個人物品、強制早自習與課業輔導、禁愛令等不當校規

## 外部連結
- 花蓮縣私立四維高級中學 （页面存档备份，存于）